# Ivor Arbiter
Ivor David Arbiter (* 31. Dezember 1929 in London, England; † 26. Juli 2005 in London) war in diversen Bereichen maßgeblich für die Geschichte der populären Musik. 
1958 gründete Arbiter das erste reine Schlagzeuggeschäft Drum City in der Shaftesbury Avenue in London. Dieses Geschäft wurde zu einem Mekka für alle Schlagzeuger in Großbritannien. Er sicherte sich die Vertriebsrechte an Trixon und Paiste, ebenso wie für Ludwig und Pearl, vertrieb unter anderem auch Slingerland und Gretsch.
1963 wollte Ringo Starr, der Schlagzeuger der Beatles, ein neues Schlagzeug erwerben. Nach dem Vorzeigen eines Farbmusters entschied er sich für Ludwig. Auf diese Weise konnte Arbiter den Verkauf von Ludwig günstig beeinflussen, denn alle Nachahmerbands der Beatles wollten ebenfalls ein Ludwig-Schlagzeug haben. Ivor Arbiter hatte noch am Tag des Verkaufes den berühmten Beatles-Schriftzug entworfen.
Nach einem Disput mit Ludwig wollte Ivor Arbiter eine eigene Schlagzeugmarke gründen, die besser als die amerikanischen Hersteller sein sollte. 1968 wurde die Firma Hayman von ihm gegründet, deren Erzeugnisse von vielen bekannten Schlagzeugern gespielt wurden. Eine Besonderheit der Hayman-Schlagzeuge war die so bezeichnete Vibrasonic-Beschichtung der Kesselinnenseiten. Die Beschichtung bestand aus weißem Polyurethan und war von George Hayman entwickelt worden. Die Sets der ersten Generation wurden dann auch unter diesem Namen vertrieben, später, mit geändertem Schriftzug, nur noch unter dem Namen Hayman. 1975 musste die Produktion eingestellt werden.
Ivor Arbiter hatte ab 1975 aber auch die Arbiter-Schlagzeuge auf den Markt gebracht. Diese waren aus Glasfasern und gelten als die lautesten, je gebauten Schlagzeuge. Sie zeichneten sich zudem durch das einmalige „Autotune System“ aus, das auf Spannböckchen verzichtete. 2002 kamen die Arbiter Flats auf den Markt, die durch die kaum vorhandenen Kessel gekennzeichnet sind. Aufgebaut sind kaum mehr als die Spannringe und Felle zu sehen, wodurch dieses Schlagzeug das platzsparendste und leichteste der Welt ist.